# Orègue
Orègue – miejscowość i gmina we Francji, w regionie Nowa Akwitania, w departamencie Pireneje Atlantyckie.
Według danych na rok 1990 gminę zamieszkiwało 500 osób, a gęstość zaludnienia wynosiła 14 osób/km² (wśród 2290 gmin Akwitanii Orègue plasuje się na 715. miejscu pod względem liczby ludności, natomiast pod względem powierzchni na miejscu 212.).